# Gentile Bargero
Gentile Bargero (all'anagrafe Gentilino Bargero) (Casale Monferrato, 22 settembre 1901 – Rapallo, 28 novembre 1986) è stato un calciatore italiano, di ruolo centrocampista.

## Carriera
Con il Casale disputa 31 gare nei campionati di Prima Divisione 1922-1923, 1923-1924 e 1924-1925.